# Саудити

Саудити

Саудити, Аль Сауд (араб. بيت آل سعود, Бейт Аль Сауд), рідше Саудиди — правляча королівська династія в Саудівській Аравії з моменту утворення країни, яке відбулося 23 вересня 1932.

## Походження та історія роду
Саудити є нащадками Мані ель-Мрайді, що походив із Ель-Катіфа, який близько 1446/1447 року заснував місто Ед-Дірія. Нащадки Мані стали амірами цього міста та прилеглих областей, очоливши плем'я аназа.
У 1744 році амір Ед-Дірія Мухаммад ібн Сауд взяв під захист богослова Мухаммада ібн Абд-аль-Ваххаба і прийняв його релігійне вчення, що згодом отримало назву ваххабізм. Протягом кількох десятиліть ібн-Сауд і його нащадки, спираючись на релігійний ентузіазм ваххабітів, зуміли підкорити собі весь Неджд, захід і схід Аравійського півострова. Цей період створена Перша Саудівська держава. У 1792 році після смерті Мухаммада ібн Абд-аль-Ваххаба Саудити об'єднали в своїх руках верховну світську і духовну владу. У 1803 році Саудити захопили Мекку, а в 1804 — Медину і весь Хіджаз. Однак саудітська гегемонія в Аравії тривала недовго: в 1811 році з волі османського султана проти них виступив хедив Єгипту Мухаммед Алі. За сім років наполегливої боротьби Саудити втратили все: в 1818 році після п'ятимісячної облоги єгиптяни взяли їх столицю Ед-Дір'ія і зрівняли із землею, амір Абдаллах I ібн Сауд був відправлений до Стамбула, де його обезголовили.
Проте вже в 1821 році родич страченого аміра Туркі ібн Абдаллах підняв повстання проти османів, обравши як нову столицю місто Ер-Ріяд. У 1824 р. була заснована Друга Саудівська держава зі столицею в Ер-Ріяді. Ця держава проіснувала 67 років і була знищена давніми суперниками Саудів — кланом ар-Рашиді родом з Хаїля. Сім'я Саудів була змушена втікати в Кувейт.

## Сучасне становище династії
Аль Сауд сьогодні — одне з небагатьох королівських сімейств, що мають абсолютну владу в країні. Всі пости в уряді та в регіонах займають представники Саудитів, які призначаються королем. Вибори на урядовому рівні ніколи не проводились, а до місцевих органів були проведені вперше лише в 2005 році; при цьому, право голосу має лише невелика частина населення країни: не мають права голосувати жінки, військовослужбовці та кочівники (бедуїни), хоча сам закон про вибори не забороняє жінкам брати участь у виборах і навіть обиратися. Тим не менше, половина депутатів призначається королем.
Саудівська Аравія в даний час — одна з трьох держав у світі, назва яких пов'язана з правлячими династіями (інші — Ліхтенштейн і Йорданське Хашимітське Королівство). Сьогодні главою династії є король Салман ібн Абдель Азіз Аль Сауд, а загальна кількість Саудитів досягає 25 тисяч чоловік, серед яких налічується понад 200 принців.
Спадкування у Саудитів відбувається не як у більшості династій, від батька до дітей, а переважно від брата до брата, а лише потім до старшого з наступного покоління. Жіноча лінія не враховується.
Судова система побудована на шаріаті. Хоча самі судді вважаються незалежними, але призначаються королем, а сам глава держави може змінити будь-який вирок. Опозиція всередині країни жорстко придушується, за критику короля або його рішень навіть в усній формі передбачені одні з найсуворіших покарань у світі в порівнянні з іншими країнами, аж до смертної кари.